# Батталханов, Заманбек Батталханович
Заманбек Батталханович Батталханов (каз. Заманбек Батталханұлы; 22 декабря 1922, Уйгурский район, Алматинская область, Казахская ССР — 2005, Алма-Ата, Казахстан) — советский и казахский государственный и общественный деятель, ветеран Великой Отечественной войны.

## Биография
Родился 22 декабря 1922 года в зимовке каратам с. Улкен Дихан Уйгурского района Алматинской области. Происходит из рода албан Старшего жуза.
В 1942 году после окончания Калжатской средней школы участвовал в Великой Отечественной войне в 1942—1946 годах.
В годы войны он дважды был ранен. Воинское звание — полковник. Награждён орденами Красной Звезды, Отечественной войны 1 и 2 степени и боевыми медалями.
В 1952 году окончил факультет языка и литературы государственного педагогического института.
С 1946 по 1954 годы — работал учителем и директором в различных школах Уйгурского района.
С 1955 по 1957 годы — заведующий отделом комитета партии Уйгурского района.
С 1957 по 1965 годы — первый зам. председателя исполкома Уйгурского, Панфиловского районов.
С 1965 по 1972 годы — председатель Илийского районного исполнительного комитета.
С 1973 по 1985 годы — первый секретарь Илийского районного комитета партии.
С 1971 по 1980 годы — депутат Верховного Совета Казахской ССР VIII—IX созывов.
Депутат Верховного Совета Казахской ССР делегат XII, XIII, XIV, XV съездов компартии Казахстана
В 1921 году был избран делегатом XXVI съезда Коммунистической партии Советского Союза.
В 1989 году было создано Международное объединение «Беркутчи» Казахстана и избран председателем совета объединения.
Во время выборов президента 1999 года был доверенным лицом главы государства по Алматинской области.

### Награды и звания
- Орден Отан высшая государственная награда Республики Казахстана Указом Президента Республики Казахстана от 7 мая 2000 года в честь 55-летия Великой Отечественной войны.
- Награждён Почетными грамотами Верховного Совета Казахской ССР (трижды)
- Орден Отечественной войны І степени и ІІ степени
- Орден Красной Звезды
- Орден Ленина высшая государственная награда СССР Указом Верховного Президиума СССР от 1975 года
- Орден Октябрьской Революции Указом Верховного Президиума СССР от 1978 года
- Орден Трудового Красного Знамени
- Орден «Знак Почёта»
- Орден Дружбы народов
- Медаль «За боевые заслуги»
- Памятная медаль «Астана» Указом Президента Республики Казахстан от 1998 года.
- «Почетный гражданин Алматинской области», «Почетный гражданин Илийского района», «Почетный гражданин Талгарского района», «Почетный гражданин Уйгурского района» и «Почетный гражданин города Капчагай» и др.[3]
- Награждён Почетной грамотой и Благодарственным письмом Первого Президента Республики Казахстан.